# Simulium elatum
Simulium elatum är en tvåvingeart som först beskrevs av Rubtsov 1955.  Simulium elatum ingår i släktet Simulium och familjen knott. Inga underarter finns listade i Catalogue of Life.